# NHK江刺梁川テレビ中継局
NHK江刺梁川テレビ中継局（エヌエイチケイえさしやながわテレビちゅうけいきょく）は、岩手県奥州市に置かれているNHK盛岡放送局のテレビ中継局。

## 中継局概要
| 放送局名    | チャンネル | 空中線電力        | ERP                 | 放送対象地域 | 放送区域内世帯数 | 開局日          |
| NHK盛岡総合 | 46ch       | 映像3W /音声750mW | 映像10.9W /音声2.7W | 岩手県       | 不明             | 1979年 12月25日 |
| NHK盛岡教育 | 48ch       | 映像3W /音声750mW | 映像10.9W /音声2.7W | 全国         | 不明             | 1979年 12月25日 |

- 当初、2011年7月24日で廃局となる予定だったが、東日本大震災発生の影響から、廃局が、2012年3月31日まで延期された。

## 所在地
- 奥州市江刺区梁川字日の神（館山）

## 放送エリアなど
- 奥州市江刺区梁川地区をカバーしている。なお在盛民放局は当地に中継局を置いてないため、盛岡本局などを受信する。